# Gotland
Gotland je pokrajina, županija i općina u Švedskoj, ujedno i najveći otok Baltičkog mora. S površinom od 3,140 km², čini manje od 1% površine Švedske. Regija također uključuje i male otoke Fårö i Gotska Sandön na sjeveru, i mali otok Karlsö na zapadu. Broj stanovnika u 2004. godini bio je 57,600, od čega 22,600 je živjelo u gradu Visby, koji je glavi grad na otoku. Glavni izvori prihoda na otoku su turizam i poljoprivreda.
Otok je udaljen oko 90 km istočno od Švedske i oko 130 km zapadno od Baltičkih zemalja.
Otok je izgrađen od sedimentnih stijena, uglavnom od vapnenca.

## Galerija slika
- Zemljovid Gotlanda
- Gradski zid u Visbyju
- Raukovi
- Runa
- Raukovi
- Crkva
- Runa
- Crkva